# Trematolobelia grandifolia
Trematolobelia grandifolia är en klockväxtart som först beskrevs av Joseph Rock, och fick sitt nu gällande namn av Otto Degener. Trematolobelia grandifolia ingår i släktet Trematolobelia och familjen klockväxter. Inga underarter finns listade i Catalogue of Life.